# Скревен (Џорџија)
Скревен (енгл. Screven) град је у америчкој савезној држави Џорџија. По попису становништва из 2010. у њему је живело 766 становника.

## Демографија
Према попису становништва из 2010. у граду је живело 766 становника, што је 64 (9,1%) становника више него 2000. године.
| Група             | 2000.       | 2010.       |
| Белци             | 406 (57,8%) | 483 (63,1%) |
| Афроамериканци    | 278 (39,6%) | 258 (33,7%) |
| Азијати           | 0 (0,0%)    | 2 (0,3%)    |
| Хиспаноамериканци | 15 (2,1%)   | 13 (1,7%)   |
| Укупно            | 702         | 766         |